# Донбаський державний коледж технологій та управління
Донбаський державний коледж технологій та управління (до 2016 року Дзержинський гірничий технікум) — вищий навчальний заклад I—II рівня акредитації, розташований в місті Торецьку Донецької області.

## Історія
1955 року з ініціативи громадських організацій і тресту «Дзержинськвугілля» в місті відкрита філія Горлівського індустріального технікуму. 1963 року за розпорядженням Ради Міністрів УССР від 10 червня 1963 року № 1002 філію Горлівського індустріального технікуму перетворено на самостійний навчальний заклад — Дзержинський гірничий технікум.
1963 року технікум прийняв 90 студентів на денне відділення і стільки ж на заочне. Його першим директором призначили Леоніда Федоровича Середіна. В створенні матеріально-технічної бази технікуму брали участь усі підприємства міста. Шахти передали обладнання для лабораторій гірничих машин і рудничного транспорту, Фенольний завод обладнав хімічну лабораторію, райком вугільників виділив кошти на придбання навчальної літератури.
До 1965 року лабораторія гірничих машин, засновником якої був Середін (в подальшому його справу продовжив Іван Афанасійович Гусєв) мала 4 діючих гірничих комбайна, 2 діючі врубмашини, відбійні молотки та інші гірничі машини. Засновником лабораторії гірничої електротехніки був М. Ф. Трофімєнко, а навчальні майстерні обладнав С. А. Власов. Збудовано навчальну шахту.
Нині до складу навчального комплексу технікуму входять також спортивна зала, актова зала на 250 місць, гуртожиток, бібліотека, у фондах якої понад 35 000 книг, спортивний майданчик. Обладнані три комп'ютерні класи. Все своє життя присвятив технікуму його другий директор Микола Тимофійович Туріщев, який очолював педагогічний колектив у 1966—1997 роках. Нині директор — Сергій Олександрович Зубарєв.

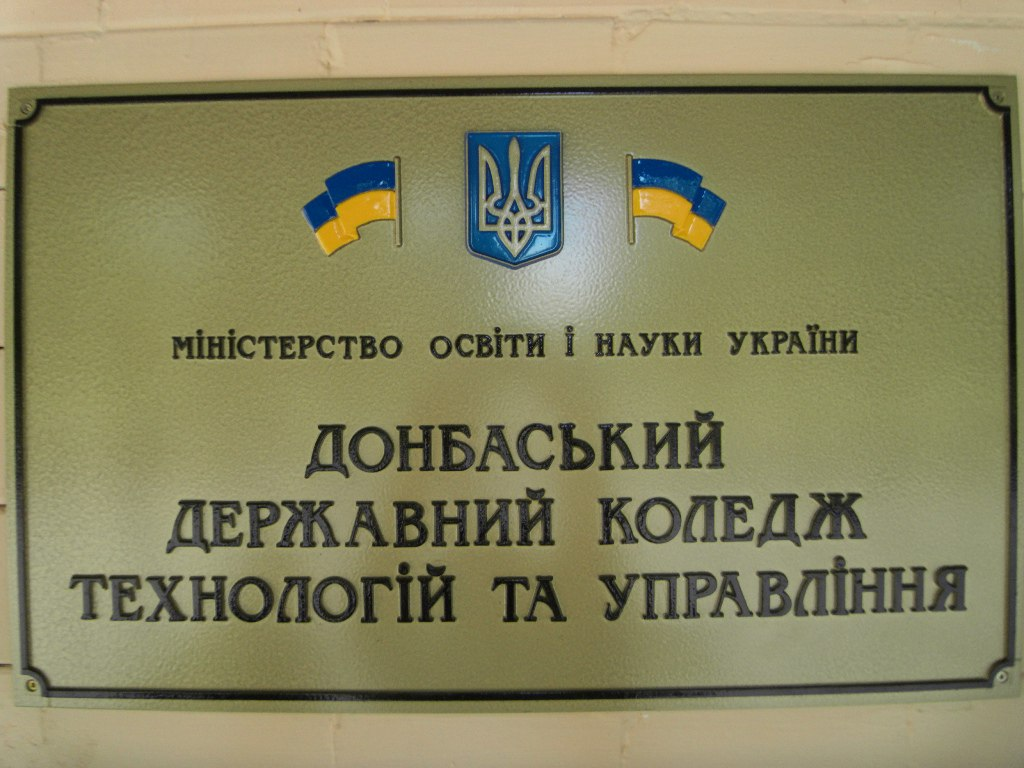
Табличка біля входу в навчальний корпус коледжу

21 липня 2014 року в ході проведення АТО під час штурму Торецька будівлю технікуму було пошкоджено вибухами.
Відповідно до закону України «Про засудження комуністичного та націонал-соціалістичного (нацистського) тоталітарних режимів в Україні та заборону пропаганди їх символіки» на підставі наказу Міністерства освіти і науки України № 367 від 04. 04. 2016 Дзержинський гірничий технікум було перейменовано у Донбаський державний коледж технологій та управління.

## Спеціальності
До 2016 року технікум здійснював підготовку молодших спеціалістів за такими спеціальностями на базі 9 та 11 класів:
- Підземна розробка корисних копалин;
- Експлуатація і ремонт гірничого електромеханічного обладнання та автоматичних пристроїв;
- Важке машинобудування;
- Обслуговування та ремонт автомобілів і двигунів;
- Бухгалтерський облік.

З 2016 року згідно Постанови КМУ № 266 «Про затвердження переліку галузей знань і спеціальностей, за якими здійснюється підготовка здобувачів вищої освіти» і Наказу МОН України від 06.11.2015 № 1151 «Про особливості запровадження переліку галузей знань і спеціальностей, за якими здійснюється підготовка здобувачів вищої освіти, затвердженого постановою Кабінету Міністрів України від 29 квітня 2015 року № 266» від 29.04.15 Донбаський державний коледж технологій та управління здійснює підготовку молодших спеціалістів за спеціальностями:
- Гірництво
- Електроенергетика, електротехніка та електромеханіка
- Галузеве машинобудування
- Автомобільний транспорт
- Облік і оподаткування
- Фінанси, банківська справа та страхування

За роки існування Донбаський державний коледж технологій та управління підготував понад 12 000 спеціалістів .

## Персоналії
- Холостих Микола Михайлович — кавалер ордена  Трудової Слави 3-х ступенів, за статусом прирівнюється до звання  Героя Соціалістичної Праці [7].
- Шкіря Ігор Миколайович — народний депутат України.
- Шемук Сергій Олександрович — наймолодший заслужений шахтар України, Герой України.
- Грачов Віктор Олександрович — радянський і український футболіст, гравець команди Шахтар (Донецьк). Майстер спорту СРСР і заслужений тренер України.
- Шепелєв Григорій Миколайович — Заслужений тренер України з вільної боротьби

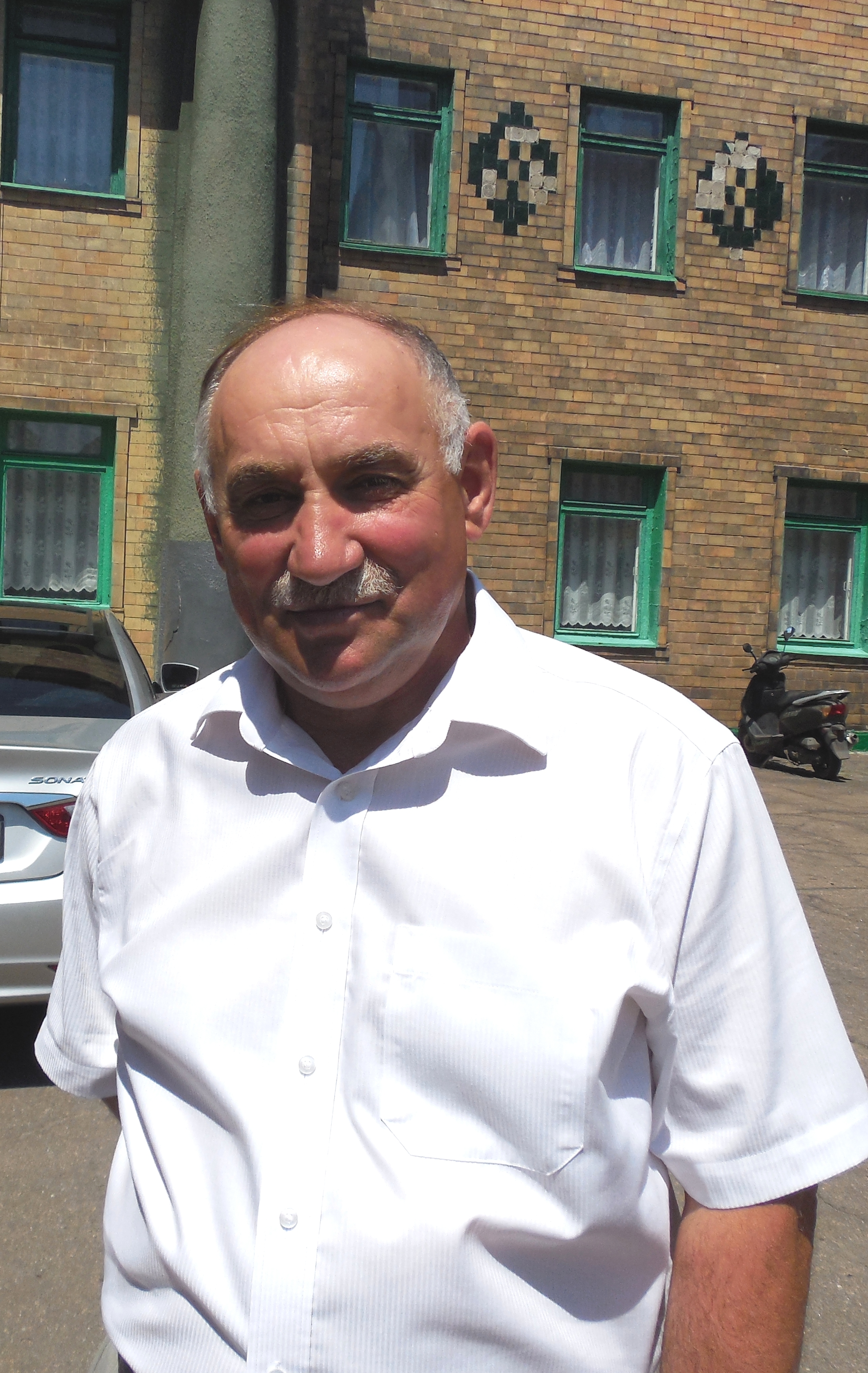
Грачов Віктор Олександрович біля будівлі Дзержинського гірничого технікуму під час святкування 50-річчя закладу
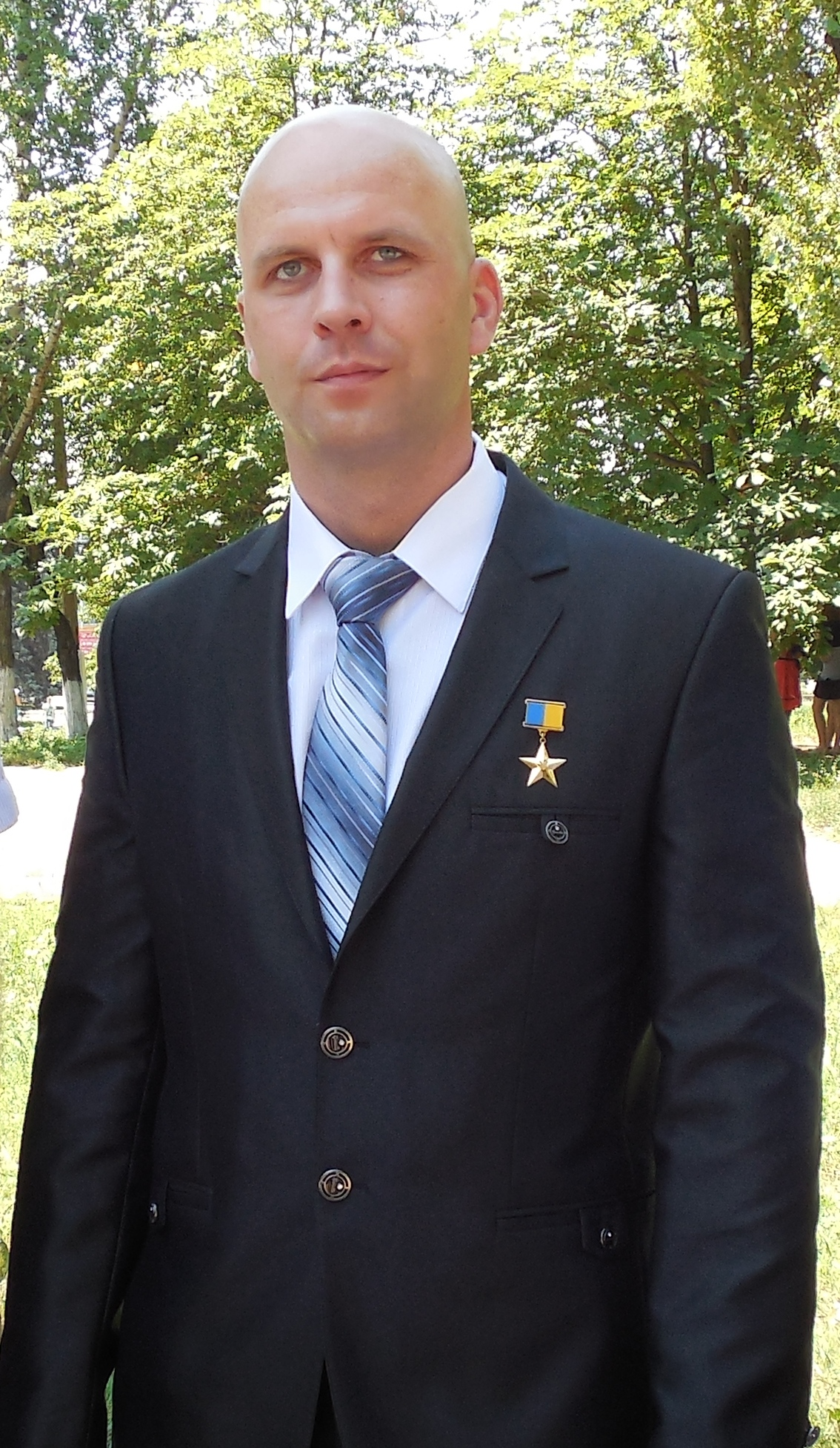
Слюсар Сергій, Герой України, випускник ДГТ 2003 року.